# Links en Democraten
Links en Democraten (Pools: Lewica i Demokraci, afgekort LiD) was een Poolse centrumlinkse coalitie van sociaaldemocraten en progressief liberalen en heeft bestaan van 2006 tot 2008. De partij werd geleid door voormalig president Aleksander Kwaśniewski.

## Deelnemende partijen
De partij bestond uit:
- Alliantie van Democratisch Links (Sojusz Lewicy Demokratycznej, SLD)
- Democratische Partij (Partia Demokratyczna - demokraci.pl)
- Sociaaldemocratie Polen (Socjaldemokracja Polska, SDPL)
- Unie van de Arbeid (Unia Pracy, UP)

## Geschiedenis
De coalitie werd opgericht in Warschau op 3 september 2006 in de aanloop naar lokale verkiezingen. De oorspronkelijke naam van de partij was "SLD+SDPL+PD+UP – Lewica i Demokraci". Aanvankelijk was het een eenmalige samenwerking, maar op 18 januari 2007 werd een onderhandelingscomité opgericht om te komen tot een gezamenlijk centrumlinks programma. Deze partij zou een alternatief moeten worden voor de twee overheersende partijen Recht en Rechtvaardigheid (Prawo i Sprawiedliwość, PiS) en Burgerplatform (Platforma Obywatelska, PO).
Bij de parlementsverkiezingen van 2005 haalde van de coalitiepartijen alleen de SLD zetels (55), met 11,31 procent van het aantal stemmen. De vier partijen haalden in totaal 17,55 procent.
Bij de parlementsverkiezingen van 21 oktober 2007 kreeg LiD 53 zetels met 13,15 procent van de stemmen.
In april 2008 kwam er een eind aan de beweging, nadat eerst de PD en kort daarna de SDPL de coalitie hadden verlaten.

## Standpunten
De beweging stond voor een transparante en democratische overheid. Ze wilde van Polen een tolerante, solidaire en pluriforme samenleving maken en een modern, volwaardig EU-lid.

## Verkiezingsresultaten
Verkiezingsresultaten in aantallen zetels in de Sejm (totaal 460)
|            | parlementsverkiezingen | parlementsverkiezingen | parlementsverkiezingen | parlementsverkiezingen | parlementsverkiezingen | parlementsverkiezingen | parlementsverkiezingen |
| Resultaten | 1991                   | 1993                   | 1997                   | 2001                   | 2005                   | 2007                   | 2011                   |
| ---------- | ---------------------- | ---------------------- | ---------------------- | ---------------------- | ---------------------- | ---------------------- | ---------------------- |
| SLD        | 60                     | 171                    | 164                    | 216                    | 55                     | 53                     | 27                     |
| Unia Pracy | 6                      | 41                     | 0                      | 216                    | 0                      | 53                     | 27                     |
| SDPL       | -                      | -                      | -                      | -                      | 0                      | 53                     | -                      |
| PD         | 62                     | 74                     | 60                     | 0                      | 0                      | 53                     | -                      |

- De PD deed in 1991 en 1993 mee als Unia Demokratyczna en in 1997 en 2001 mee als Unia Wolności.
- De UP werd in 1992 opgericht als fusiepartij van onder meer Solidarność Pracy (4 zetels), RDS (1 zetel) en PUS (1 zetel).
- In 2001 en 2011 hadden de SLD en de UP een gemeenschappelijke lijst onder de naam SLD-UP.